# Далево (Великопольське воєводство)
Далево (пол. Dalewo, нім. Bruchtal) — село в Польщі, у гміні Сьрем Сьремського повіту Великопольського воєводства.
Населення — 402 особи (2011).
У 1975-1998 роках село належало до Познанського воєводства.

## Демографія
Демографічна структура станом на 31 березня 2011 року:
|          | Загалом | Допрацездатний вік | Працездатний вік | Постпрацездатний вік |
| -------- | ------- | ------------------ | ---------------- | -------------------- |
| Чоловіки | 207     | 47                 | 144              | 16                   |
| Жінки    | 195     | 40                 | 119              | 36                   |
| Разом    | 402     | 87                 | 263              | 52                   |